# Brephidium barbouri
Brephidium barbouri är en fjärilsart som beskrevs av Clench 1943. Brephidium barbouri ingår i släktet Brephidium och familjen juvelvingar. Inga underarter finns listade i Catalogue of Life.